# Kevin McCarthy (Schauspieler)

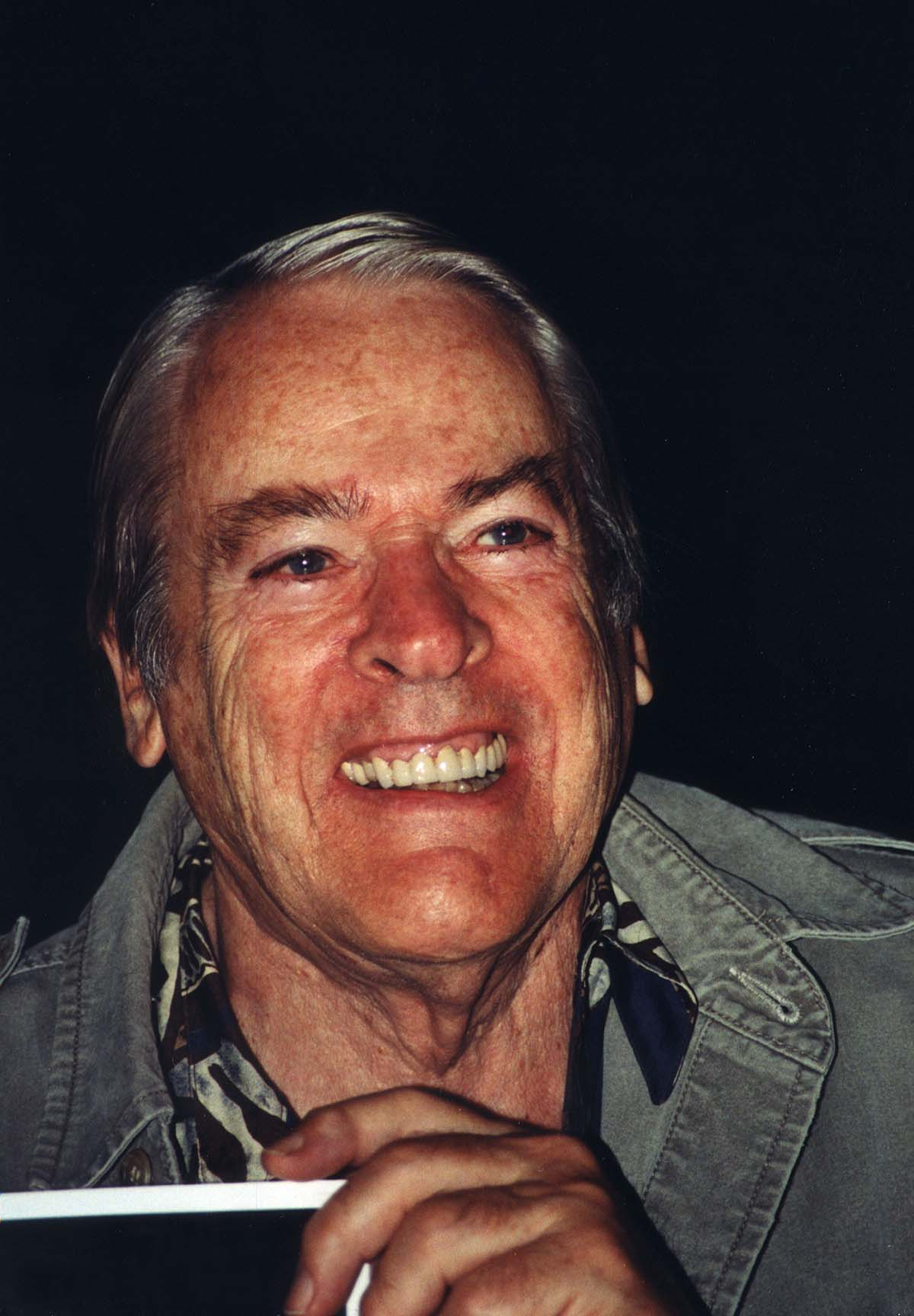
Kevin McCarthy (2000)

Kevin McCarthy (* 15. Februar 1914 in Seattle, Washington; † 11. September 2010 in Hyannis, Massachusetts) war ein US-amerikanischer Schauspieler.

## Leben und Karriere

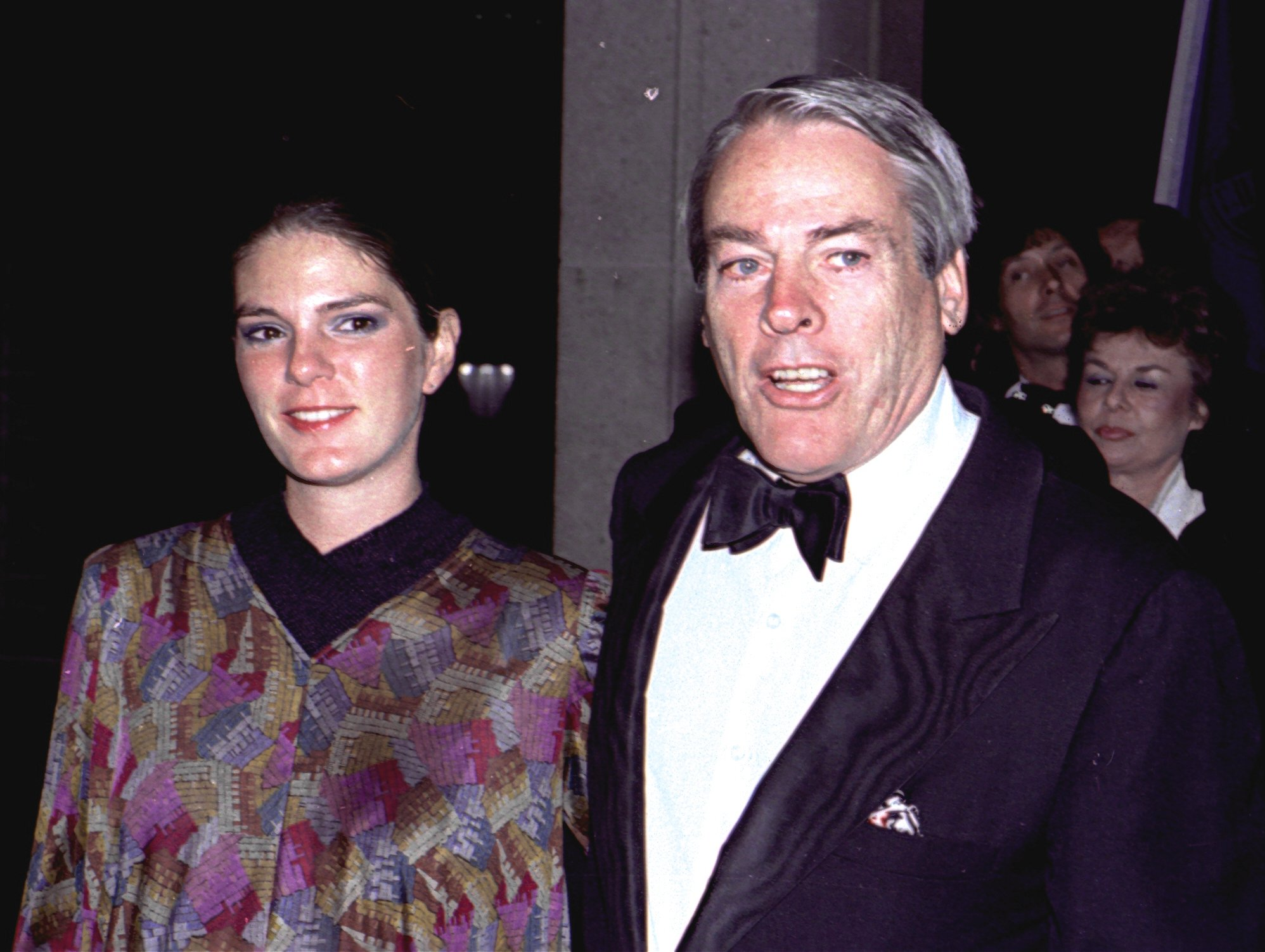
Kevin McCarthy auf dem Filmex Festival (Vorläufer des AFI Filmfest), Los Angeles 1981

Kevin McCarthy war der Bruder der Schriftstellerin Mary McCarthy; zudem war er ein Cousin des US-Senators und Präsidentschaftskandidaten Eugene McCarthy. Nach dem frühen Tod ihrer Eltern im Jahr 1918 an der Spanischen Grippe wuchsen die Geschwister McCarthy bei Verwandten in Prairie du Chien (Wisconsin) auf, wo McCarthy 1932 die Campion High School absolvierte. Er besuchte kurzzeitig die Georgetown University in Washington, D.C., da er ursprünglich Diplomat werden wollte. Später studierte er Schauspiel an der University of Minnesota.
McCarthy hat seit Mitte der 1940er Jahre in 200 Film- und Fernsehproduktionen mitgewirkt. Sein größter Erfolg war der Part des Biff Loman in der Verfilmung von Arthur Millers Drama Tod eines Handlungsreisenden aus dem Jahr 1951. Für diese Leistung erhielt er 1952 eine Oscar-Nominierung in der Kategorie Bester Nebendarsteller und im selben Jahr einen Golden Globe als bester Nachwuchsdarsteller.
Einem breiten Publikum wurde er auch durch die Rolle des Dr. Bennell im Science-Fiction-Klassiker Die Dämonischen von 1956 bekannt. In der Neuverfilmung von 1978, Die Körperfresser kommen, hatte McCarthy einen Gastauftritt als Wahnsinniger, der vor den außerirdischen Invasoren flieht und von einem Auto erfasst wird.
In den Jahren 1980 und 1981 verkörperte McCarthy in 39 Folgen die Rolle des Claude Weldon in der US-Serie Flamingo Road.
1987 übernahm er in Joe Dantes Science-Fiction-Komödie Die Reise ins Ich die Rolle des Gangsters Victor Scrimshaw.
McCarthy war zweimal verheiratet. 1941 heiratete er die Schauspielerin Augusta Dabney, mit der er drei Kinder hatte. Das Paar ließ sich 1961 scheiden. Seit 1979 war er mit Kate Crane verheiratet, mit der er zwei weitere Kinder bekam.

## Filmografie (Auswahl)
- 1951: Tod eines Handlungsreisenden (Death of a Salesman)
- 1954: Auf gefährlicher Straße (Drive a Crooked Road)
- 1954: Fluß der Rache (Gambler from Natchez)
- 1955: Einer gegen alle (Stranger on Horseback)
- 1956: Die Dämonischen (Invasion of the Body Snatchers)
- 1956: Im Dunkel der Nacht (Nightmare)
- 1961: Misfits – Nicht gesellschaftsfähig (The Misfits)
- 1962: Ein Rucksack voller Ärger (40 Pounds of Trouble)
- 1963: Der Kommodore (A Gathering of Eagles)
- 1963: Der Preis (The Prize)
- 1964: Der Kandidat (The Best Man)
- 1965: Die 27. Etage (Mirage)
- 1965: Auf der Flucht
- 1966: Höchster Einsatz in Laredo (A Big Hand for the Little Lady)
- 1966: Das Hotel (Hotel)
- 1967: Die mit den Wölfen heulen (The Hell with Heroes)
- 1968: …aber das Blut ist immer rot (If He Hollers, Let Him Go)
- 1968: Vier für ein Ave Maria (I quattro dell' Ave Maria)
- 1968: Hawaii Fünf-Null (Hawaii Five-O) – Fernsehserie
- 1969: Um Tod und Leben (U.M.C.) – Fernsehfilm
- 1969: Die Macht des Geldes (The Survivors) (Fernsehserie, zehn Folgen)
- 1972: Roundup (Kansas City Bombers)
- 1973: Columbo: Klatsch kann tödlich sein (Requiem for a Falling Star) (Fernsehfilm)
- 1973: Ferner Donner (Alien Thunder)
- 1974: Mörder-Roulette (El clan de los inmorales)
- 1976: Buffalo Bill und die Indianer (Buffalo Bill and the Indians, or Sitting Bull’s History Lesson)
- 1978: Die Körperfresser kommen (Invasion of the Body Snatchers)
- 1978: Piranhas (Piranha)
- 1979: Ein wahrer Held (Hero at Large)
- 1980: Deine Lippen, deine Augen (Those Lips Those Eyes)
- 1980–1982: Flamingo Road (Flamingo Road) – Fernsehserie
- 1980: Küß' nicht beim ersten Date (Portrait of an Escort) – Fernsehfilm
- 1981: Das Tier (The Howling)
- 1983: Die Klassenfete (My Tutor)
- 1983: Unheimliche Schattenlichter (Twilight Zone: The Movie)
- 1983: Ein Traummann auf der Titelseite (The Making of a Male Model) – Fernsehfilm
- 1984: T.V. – Total verrückt (The Ratings Game)
- 1984: Exit – Ausgang ins Nichts (Invitation to Hell)
- 1985: Bis der Tod euch scheidet (Deadly Intentions) – Fernsehfilm
- 1985: Creeps – Eine unheimliche Geisternacht (The Midnight Hour)
- 1985–1991: Mord ist ihr Hobby (Murder, She Wrote) (Fernsehserie, 3 Folgen)
- 1986: Das A-Team  (Staffel 4 Folge 15, Nur für Mitglieder)
- 1986: The Golden Girls (Folge: Noch einmal Mutter sein? (Second Motherhood))
- 1986: Die Colbys – Das Imperium – Fernsehserie
- 1986: Bloody Home (Long Journey Home) – Fernsehfilm
- 1987: Armes reiches Mädchen – Die Geschichte der Barbara Hutton (Poor Little Rich Girl: The Barbara Hutton Story) – Fernsehfilm
- 1987: Deep Space (Deep Space)
- 1987: Hostage (Hostage)
- 1987: Die Reise ins Ich (Innerspace)
- 1988: Die glorreichen Neun (Once Upon a Texas Train) – Fernsehfilm
- 1988: Hochhaus des Schreckens (Dark Tower) – Fernsehfilm
- 1989: Liebe, Geld und alles andere (Love or Money) – Fernsehfilm
- 1989: Limba Limba Lambada (Fast Food)
- 1989: Sleeping Car (The Sleeping Car) – Fernsehfilm
- 1989: UHF – Sender mit beschränkter Hoffnung (UHF)
- 1990: Eve 8 – Außer Kontrolle (Eve of Destruction)
- 1990: Ghoulies 3 (Ghoulies Go To College)
- 1990: Die Liebe einer Spionin (The Rose and the Jackel) – Fernsehfilm
- 1990: Der Schrei der Jennifer Ashford (Dead on the Money) – Fernsehfilm
- 1991: Final Approach (Final Approach)
- 1991: Eve 8 – Außer Kontrolle (Eve of Destruction)
- 1991: Tödliche Erinnerungen (Duplicates) – Fernsehfilm
- 1992: Ein ehrenwerter Gentleman (The Distinguished Gentleman)
- 1993: Matinée (Matinée)
- 1994: Greedy (Greedy)
- 1994: Im Auge der Schlange (Judical Consent)
- 1995: Mörderische Gier (The Sister-in-Law) – Fernsehfilm
- 1996: Moviung Target (Moving Target)
- 1998: Addams Family – Und die lieben Verwandten (Addams Family Reunion)
- 2006: Loving Annabelle (Loving Annabelle)
- 2006: Seven Deadly Demons (Fallen Angels)
- 2009: Wesley
- 2012: The Ghastly Love of Johnny X [postum]

## Auszeichnungen
- 1952 Oscar-Nominierung in der Kategorie Bester Nebendarsteller für Tod eines Handlungsreisenden
- 1952  Golden Globe als bester Nachwuchsdarsteller für Tod eines Handlungsreisenden
- 2003 Lifetime Achievement Award auf dem ShockerFest